# Trần Học Đông
Trần Học Đông (sinh ngày 28 tháng 6 năm 1990) là một nam diễn viên và ca sĩ người Trung Quốc được biết đến với vai Châu Sùng Quang trong loạt phim điện ảnh Tiểu Thời Đại của biên kịch Quách Kính Minh. Năm 2007, khi 17 tuổi, anh bắt đầu làm người mẫu bán thời gian. 

## Giáo dục
- Trường Sơ trung thành phố Ôn Châu (2004-2007)
- Trường Cao trung thành phố Ôn Châu (2007-2010)
- Đại học: Học viên âm nhạc Thượng Hải (Department of Shanghai Conservatory Musical) (2010-2014)

## Các phim đã đóng

### Phim
| Năm  | Tên phim                                  | Vai diễn                           | Ghi chú |
| 2013 | Tiểu thời đại 2                           | Châu Sùng Quang                    |         |
| 2014 | Tiểu thời đại 3                           | Châu Sùng Quang                    |         |
| 2014 | Tiểu thời đại - Bản truyền hình           | Hướng Hằng                         |         |
| 2014 | Bad Sister (kế hoạch gái hư phá đám cưới) | Hoàng Dịch Phong                   |         |
| 2015 | Tiểu thời đại 4                           | Châu Sùng Quang / Lục Thiêu        |         |
| 2015 | Oh My God' (đứa con đến từ thiên đường)'  | Thần Mặc                           |         |
| 2016 | Mr. High Heels                            | Lâm Sâm Sâm                        |         |
| 2016 | Decoded (Giải mật)                        | Rong Jin Zhen (Dung Kim Trân)      |         |
| 2016 | Tước tích                                 | Kỳ Linh                            |         |
| 2016 | Trường Thành                              |                                    |         |
| 2016 | Yes, mr fashion (vâng, thượng tiên sinh)  | Thượng Bạch Nhiên / Chân Quán quân |         |
| 2017 | Gia đình phú quý                          | Tôn Hữu                            |         |
| 2017 | Hạ Chí Chưa Tới                           | Phó Tiểu Tư                        |         |

### Chương trình truyền hình
| Năm               | Đài truyền hình    | Tên chương trình                                | Ghi chú                                            |
| 20130622          | Hồ Nam vệ thị      | Happy camp                                      | Tuyên truyền Tiểu thời đại                         |
| 2014              |                    | 小時代之摺紙時代 Small origami era era          |                                                    |
| 20140719          | Hồ Nam vệ thị      | Happy camp                                      | Tuyên truyền Tiểu thời đại 3                       |
| 2014              | Giang Tô vệ thị    | 星厨驾到 (第1季) Star chef drive to (Season 1)  |                                                    |
| 2014              | Hồ Nam vệ thị      | Học sinh lớp 1                                  | Trở thành giáo viên của 36 học sinh lớp 1          |
| 20141101          | Hồ Nam vệ thị      | Happy camp                                      | Tuyên truyền Học sinh lớp 1                        |
| 20141206          | Hồ Nam vệ thị      | Happy camp                                      | Tuyên truyền Học sinh lớp 1                        |
| 2014              | 騰訊 Tencent       | 大牌駕到 Big drive to                           |                                                    |
| 2015              | Giang Tô vệ thị    | 真心英雄 A Hero Never Dies                      |                                                    |
| 20150823          | [Giang Tô vệ thị]  | Ca sĩ giấu mặt                                  |                                                    |
| 20151121          | Hồ Nam vệ thị      | Happy camp                                      | Tuyên truyền Đứa con đến từ Thiên Đường (从天而降) |
| 20160220          | Hồ Nam vệ thị      | Happy camp                                      |                                                    |
|                   |                    |                                                 |                                                    |
| 20160604          | Chiết Giang vệ thị | Liên Minh Người Thách Thức 2 (挑战者联盟2)      |                                                    |
| 20161106          | Hồ Nam vệ thị      | Happy Camp                                      | Tuyên truyền Vâng, thượng tiên sinh                |
| 20160716          | Hồ Nam vệ thị      | Happy Camp                                      |                                                    |
| 20161001          | Hồ Nam vệ thị      | Happy Camp                                      | Tuyên truyền Tước Tích                             |
| 20170701          | Chiết Giang vệ thị | Liên Minh Người Thách Thức 3 (挑战者联盟3)      |                                                    |
| 20170909          | Hồ Nam vệ thị      | Happy Camp                                      |                                                    |
| 20180505          | Bắc Kinh vệ thị    | Khoá giới ca vương 3（跨界歌王3）               |                                                    |
| 20180527          | Giang Tô vệ thị    | Baby Let's me go 3 (放开我北鼻3）               |                                                    |
| 20180620 20180627 | Tencent Video      | Làm phiền nhé tủ lạnh 4 (拜托了冰箱4) tập 9, 10 |                                                    |
| 20180707          | Hồ Nam vệ thị      | Thằng nhỏ nhà tôi 1 (我家那小子)                |                                                    |
| 20180811          | Hồ Nam vệ thị      | Happy Camp                                      | Tuyên truyền Thằng nhỏ nhà tôi                     |
| 20190302          | Hồ Nam vệ thị      | Happy Camp                                      |                                                    |
| 20190502          | Hồ Nam vệ thị      | Thằng nhỏ nhà tôi 2 (我家那小孩2）              |                                                    |
| 20190608          | Hồ Nam vệ thị      | Happy Camp                                      | Tuyên truyền Thằng nhỏ nhà tôi                     |
| 2019              | Chiết Giang vệ thị | Running Man mùa 7 (奔跑吧，兄弟）               |                                                    |
| 2019              | Chiết Giang vệ thị | Các vị du khách xin chú ý (各位游客请注意)      |                                                    |
| 20191116          | Hồ Nam vệ thị      | Happy Camp                                      |                                                    |

## Tác phẩm âm nhạc

### Ca khúc
| Năm      | Ca khúc                                                                                  | Ghi chú                                                   |  |
| -------- | ---------------------------------------------------------------------------------------- | --------------------------------------------------------- |  |
| Năm 2013 | Things to heart 面面心跳                                                                 | Phim Tiểu thời đại 2                                      |  |
| Năm 2013 | Everything innocent 萬物無邪                                                             | Phim Tiểu thời đại 2                                      |  |
| Năm 2013 | Not goodbye 不再見                                                                       | Phim Tiểu thời đại 3                                      |  |
| Năm 2014 | First grade 一年級                                                                       | Bài hát chủ đề chương trình "Học sinh lớp 1"              |  |
| Năm 2015 | Years sew 歲月縫花                                                                       | Phim Tiểu thời đại 4                                      |  |
| Năm 2015 | We are the same 我們都一樣                                                               | 小時代官方遊戲主題曲 Small time game official theme song  |  |
|          |                                                                                          |                                                           |  |
| 2016     | I mean (碎碎恋)                                                                          | Nhạc phim "Vâng, Thượng tiên sinh"                        |  |
| 2016     | Cát nhân gian (人间沙)                                                                   | Nhạc phim "Tước Tích"                                     |  |
| 2017     | Mê điệp hương 迷迭香                                                                     | Happy Camp 09/09/2017                                     |  |
| 2017     | Everything                                                                               | Off fan sinh nhật                                         |  |
| 2018     | Yêu em trong lòng khó nói 爱你在心口难开                                                 | Tập 1 khoá giới ca vương mùa 3                            |  |
| 2018     | Chuồn chuồn đỏ 红蜻蜓                                                                    | Tập 2 khoá giới ca vương mùa 3 Pk Hàn Đông Quân           |  |
| 2018     | Yesenia 叶塞尼亚                                                                         | Tập 2 khoá giới ca vương mùa 3                            |  |
| 2018     | Chuông đêm Nam Bình 南屏晚钟                                                             | Tập 3 khoá giới ca vương mùa 3 Pk Ngô Tú Ba               |  |
| 2018     | Thiên thượng nhân gian 天上人间                                                          | Tập 3 khoá giới ca vương mùa 3                            |  |
| 2018     | Có một chút động lòng 有一点动心                                                         | Tập 4 khoá giới ca vương mùa 3 Pk Từ Tĩnh Lôi             |  |
| 2018     | Đồng thoại trấn plus 童话镇plus                                                          | Tập 4 khoá giới ca vương mùa 3                            |  |
| 2018     | Hôm nay em phải gả cho anh 今天你要嫁给我                                                | Tập 5 khoá giới ca vương mùa 3 Pk Mao Hiểu Đồng           |  |
| 2018     | Remember Me 记住我                                                                       | Tập 5 khoá giới ca vương mùa 3                            |  |
| 2018     | Gió thổi sóng lúa 风吹麦浪                                                               | Tập 6 khoá giới ca vương mùa 3 Pk Tống Giai               |  |
| 2018     | Người giống như tôi 像我这样的人                                                         | Tập 6 khoá giới ca vương mùa 3                            |  |
| 2018     | Khang định tình ca 康定情歌                                                              | Tập 7 khoá giới ca vương mùa 3 Pk Tôn Ninh                |  |
| 2018     | Anh phải tìm thấy em 我要找到你                                                          | Tập 7 khoá giới ca vương mùa 3                            |  |
| 2018     | Thiên thiên khuyết ca 千千阙歌                                                           | Tập 8 khoá giới ca vương mùa 3 Pk Lư Tĩnh San             |  |
| 2018     | Đừng làm phiền tôi 别找我麻烦                                                            | Tập 8 khoá giới ca vương mùa 3                            |  |
| 2018     | Cố nhân sầu 故人愁                                                                       | Tập 11 khoá giới ca vương mùa 3                           |  |
| 2018     | Người yêu thân mật 亲密爱人                                                              | Tập 11 khoá giới ca vương mùa 3                           |  |
| 2018     | Không gặp lại 不再见                                                                     | Tập 12 khoá giới ca vương mùa 3 Hát cùng Lý Vinh Hạo      |  |
| 2018     | chiều ngoại ô matxcơva + Tuy rằng em lạnh lùng vô tình 莫斯科郊外的晚上 + 虽然你冷酷无情 | Tập 13 khoá giới ca vương                                 |  |
| 20190803 | Chúng tôi là du khách (我们是游客) x Chung Sở Hy                                         | Bài hát chủ đề Các vị du khách xin chú ý (各位游客请注意) |  |
| 20190925 | Khúc ca thanh xuân cuồng nhiệt (青春狂想曲)                                              |                                                           |  |
| 20191231 | Đông Phương Chi Châu (东方之珠) x Cốc Gia Thành, Quách Quân Thần                         | 启航2020                                                  |  |
| 20200125 | Mang theo nụ cười về nhà (带着笑容回家)                                                  | Đêm Xuân 2020 trên đài CCTV3                              |  |

## Giải thưởng

### Giải thưởng
| Năm  | Giải thưởng |
| ---- | --- |
| 2008 | - New Silk Road Model Contest - Zhejiang Division Manhunt Best Charisma Award |
| 2013 | - Sina street shooting festival - People's Choice Award - BQ Red List awards ceremony - the new annual film actor award - Choose the annual festival of youth - the most popular cutting-edge actor award - 4th music, as the festival - the annual cutting-edge movie actor award for "small time" - The seventh anniversary of "Wind Hisashi" awards ceremony - Newcomer Award |
| 2014 | - Sina microblogging Night - microblogging Year Award attraction - New Shanghai Beauty Awards - annual fashion gentleman Award - Bazaar Men of the Year Festival - Year attractiveness Star Award - Youku full video Night - Attractive People Award |
| 2015 | - Sina microblogging Night - microblogging Year Award god - The 19th Global Chinese Channel V - Force Breakthrough Artist Award 'not goodbye' - Bazaar Men of the Year Festival - Year attractiveness Star Award |